# Leucocelis pouillaudei
Leucocelis pouillaudei är en skalbaggsart som beskrevs av Franz Antoine 1988. Leucocelis pouillaudei ingår i släktet Leucocelis och familjen Cetoniidae. Inga underarter finns listade i Catalogue of Life.